# RHOBTB3
RHOBTB3‏ (Rho related BTB domain containing 3) هوَ بروتين يُشَفر بواسطة جين RHOBTB3 في الإنسان.